# Massalongia bachmaieri
Massalongia bachmaieri är en tvåvingeart som beskrevs av Möhn 1958. Massalongia bachmaieri ingår i släktet Massalongia och familjen gallmyggor.
Artens utbredningsområde är Tyskland. Inga underarter finns listade i Catalogue of Life.